# Ahmad al-Wattasi
Abū l-ʿAbbās Aḥmad ibn Muḥammad al-Waṭṭāsī (in arabo أحمد بن محمد بن محمد الوطاسي‎?; ... – 1549)  è stato un sultano della dinastia wattaside del Maghreb al-Aqsa (attuale Marocco). Succedette al padre Muhammad al-Burtuqali nel 1526, regnando fino al 1545, anno in cui venne fatto prigioniero da Muhammad al-Shaykh della nascente dinastia Sa'diana di Marrakesh. Venne liberato nel 1547 e regnò fino al 1549, anno della sua morte. Gli succedete al trono lo zio Ali Abu Hassun.

## Biografia
Nel 1526, il sultano Muhammad al-Burtuqali prima di morire nominò suo successore il fratello Ali Abu Hassun, ma il figlio Aḥmad al-Waṭṭāsī, con il sostegno di alcuni nobili e vertici militari si fece proclamare sultano al posto dello zio.
Il padre Muḥammad al-Burtuqālī aveva intrapreso una politica di guerra contro i Portoghesi che avevano occupato alcune delle principali città costiere del Maghreb occidentale e aveva sostenuto, finanziato e armato i Sa'diani, la dinastia che stava sorgendo nel sud del Marocco in funzione anti-portoghese.

Aḥmad cambiò completamente politica, preoccupato dall'aumentare della popolarità e dell'influenza dei Sa'diani, dichiarò loro guerra, con l'approvazione degli ʿulamāʾ dell'Università al-Qarawiyyin (ostili al sufismo incoraggiato dai Sa'diani). Mandò Jacob Rote (Yaʿqūb al-Rūtī), un ebreo di origini portoghesi che era entrato al suo servizio, da Giovanni III del Portogallo. Jacob riuscì a convincere Giovanni a sostenere i Wattasidi, in funzione anti-sa'diana. 
Nel 1527 si scontrò con l'esercito sa'diano guidato da Ahmad al-Araj nei pressi del fiume Wādī al-ʿAbīd, vicino alla città di Béni Mellal. Aḥmad al-Wattasi venne sconfitto e costretto a sottoscrivere il trattato di Tadla, che separava il confine tra le due dinastia e Tadla.

Nel 1542 Giovanni III del Portogallo espulse gli ebrei che si trovavano nelle città costiere marocchine sotto controllo portoghese.  Questi ebrei portoghesi andarono quasi tutti a Fez dove vennero ben accolti da Aḥmad, erano infatti bravi artigiani e armaioli, che fabbricarono per il sultano moderne armi da fuoco.
Nel 1532, Aḥmad inviò una lettera a Francesco I di Francia attraverso il commerciante Hémon de Molon, che incoraggiò il re di Francia a sviluppare relazioni commerciali. Nel 1533 Francesco mandò come ambasciatore in Marocco Pierre de Piton. 
Nel 1541 si sposò con la corsara Sayyida al-Hurra, governatrice di Tétouan.
Nel 1545 assemblò un esercito numeroso e ben armato (30.000 cavalieri, 2.000 archibugieri e  35 cannoni) e marciò verso sud. Il 24 luglio, incontrò l'esercito sa'diano guidato da Muhammad al-Shaykh, sempre nei pressi del fiume Wādī al-ʿAbīd. Nonostante l'esercito sa'diano fosse decisamente inferiore a quello wattaside (meno della metà, di cui solo 200 archibugieri), i Sa'diani riuscirono a vincere grazie alla saggia scelta del terreno, posizionandosi a sud del fiume, e, quando l'esercito di Aḥmad iniziò a guadare il fiume, i Sa'diani iniziarono ad aprire il fuoco per poi caricare con la cavalleria l'esercito wattaside intrappolato nel fango. Un cronista spagnolo dell'epoca che assistette alla battaglia, Luis del Mármol Carvajal, scrisse: 
Aḥmad al-Waṭṭāsī fu catturato e condotto a Marrakesh. A Fez fu nominato sultano il giovane figlio di Aḥmad, Nasir al-Din al-Qasri, che regnò sotto la reggenza del prozio Ali Abu Hassun.

Aḥmad fu liberato nel 1547, quando il figlio accettò di consegnare ai Sa'diani la città di Meknès in cambio della liberazione del padre. Venne quindi nominato nuovamente sultano, regnando fino al 1549, anno della sua morte. Gli succedette al trono lo zio Ali Abu Hassun, ultimo sultano della dinastia wattaside.